# Ribe Amt (vor 1970)

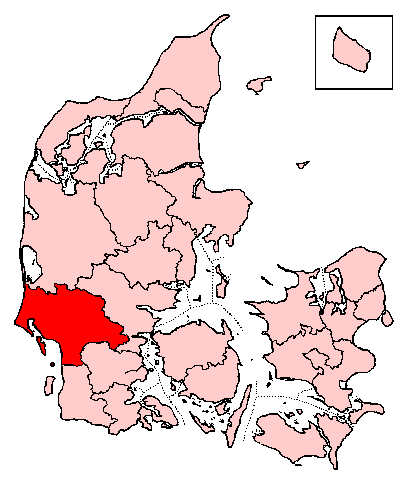
Lage des Ribe Amt in Dänemark

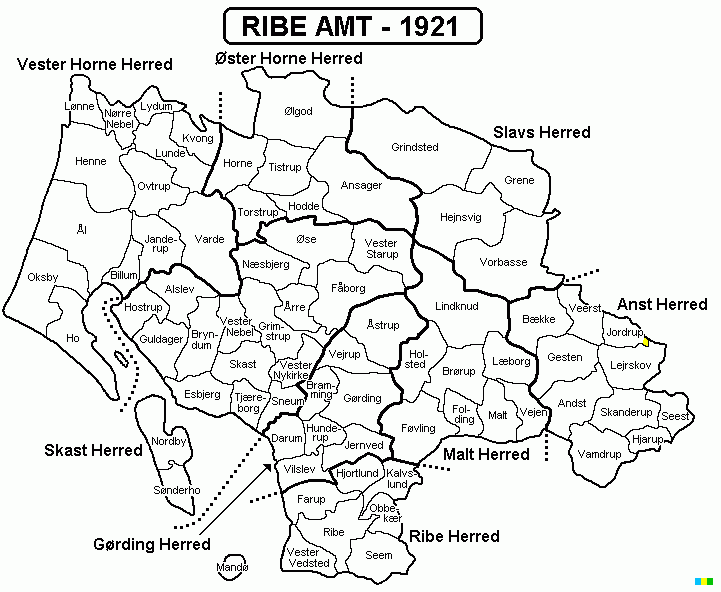
Ribe Amt

Ribe Amt (benannt nach der Stadt Ribe) war bis zur dänischen Kommunalreform zum 1. April 1970 eines der damaligen Ämter in Dänemark. Es entstand 1793 aus dem vorherigen Riberhus Amt. Das Amt umfasste Gebiete mehrerer mittelalterlicher Syssel: Vardesyssel, Jellingsyssel, Almindsyssel, Barvidsyssel und Ellumsyssel. 
Das Ribe Amt umfasste bis zum Deutsch-Dänischen Krieg 1864 ein größeres, auf sieben Harden verteiltes Gebiet nördlich der Königsau, der Grenze zum Herzogtum Schleswig, und die südlich davon liegenden, sogenannten Königlichen Enklaven, bestehend aus zahlreichem Streubesitz und 5 geschlosseneren Bereichen um Ribe, Ballum und Mögeltondern sowie Teile der Inseln Romö, Sylt und Föhr sowie die Insel Amrum. Um diese, modernen Vorstellungen von einer Staatsgrenze nicht entsprechende Lage zu bereinigen, wurde im Rahmen des Wiener Friedens eine Grenzziehung vereinbart, durch die der größte Teil der Enklaven an Österreich und Preußen fiel, während die Stadt Ribe (deutsch: Ripen) mit einigen umliegenden schleswigschen Ortschaften (zusammengefasst als Ribe Herred) und die nördlich von Christiansfeld liegenden Kirchspiele der Tyrstrup Harde (bis dahin Haderslev Amt, danach als Nørre Tyrstrup Herred beim Vejle Amt) sowie die Insel Ærø (Ærø Herred, bis dahin Nordborg Amt, danach Svendborg Amt) beim Königreich Dänemark blieben. 
Ribe Amt bestand nun aus acht Harden (dän.: Herreder):
- Anst Herred
- Gørding Herred
- Malt Herred
- Ribe Herred
- Skast Herred
- Slavs Herred
- Vester Horne Herred
- Øster Horne Herred

Im Amt lagen die Städte (dän.:Købstader):
- Ribe
- Varde
- Esbjerg

Mit der Kommunalreform 1970 wurden sechs Kirchspiele der Harde Anst dem Vejle Amt zugeschlagen: 
- Seest Sogn wurde ein Teil der Kolding_Kommune

- Hjarup Sogn und
- Vamdrup Sogn wurden Teil der Vamdrup Kommune

- Jordrup Sogn,
- Lejrskov Sogn und
- Skanderup Sogn bildeten die Lunderskov Kommune

Gleichzeitig wurden die Kirchspiele 
- Hviding Sogn,
- Roager Sogn und
- Spandet Sogn aus der Hviding-Harde im  Tønder Amt dem „neuen“ Ribe Amt zugeschlagen.

## Quellen

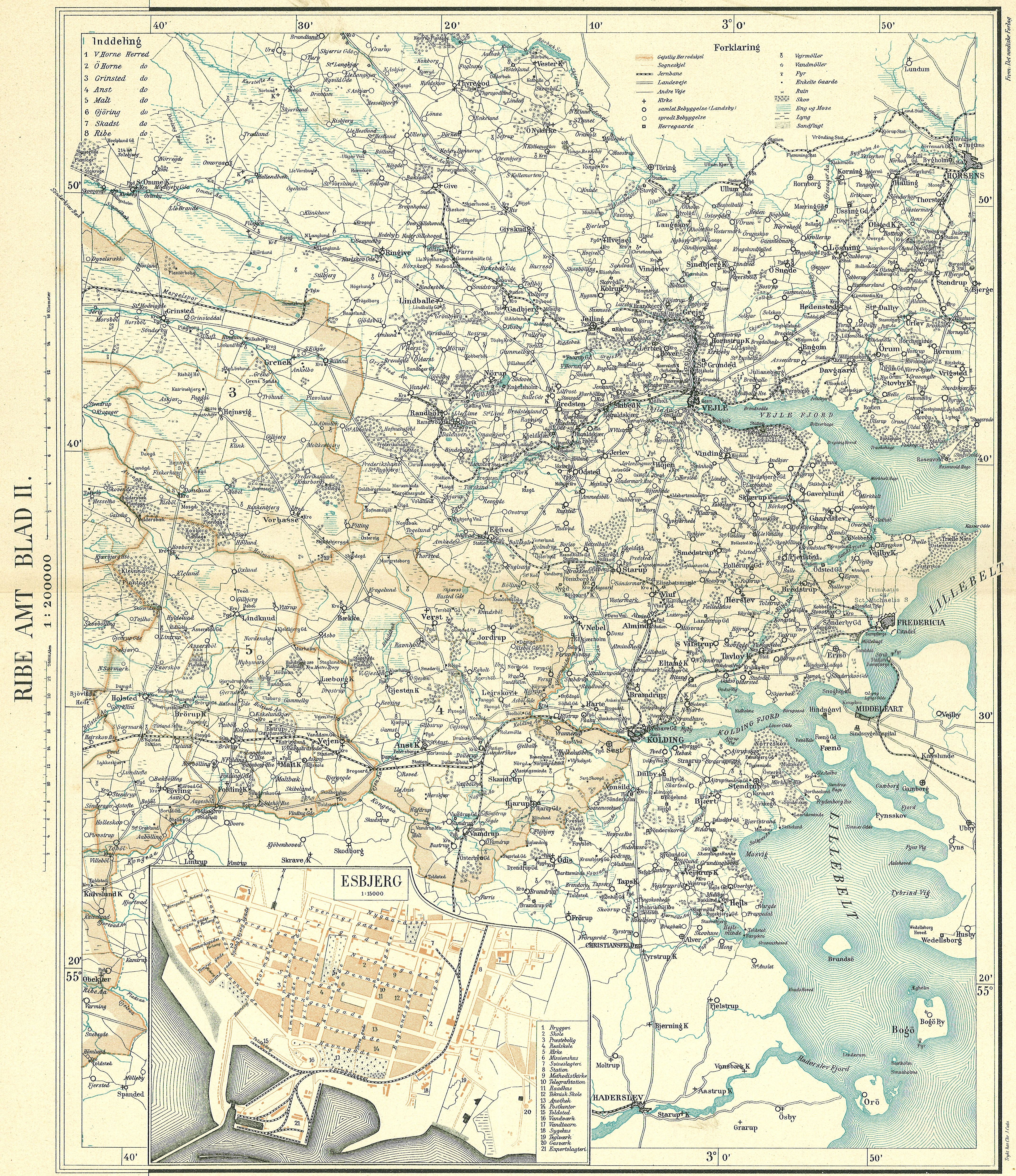
Der östliche Teil des Ribe Amt ca. 1900

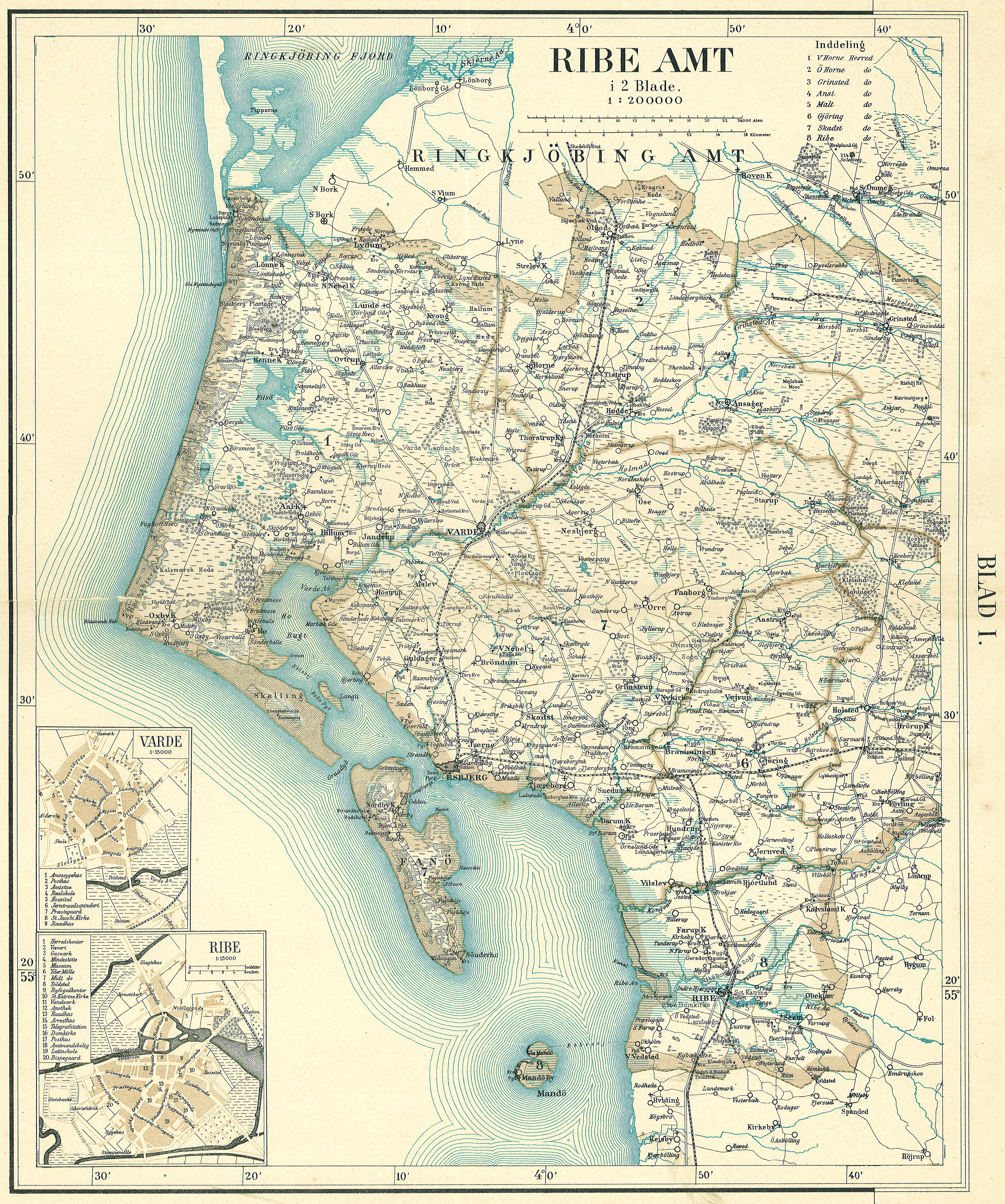
Der westliche Teil des Ribe Amt ca. 1900